# Барталиш, Иштван
Иштван Барталиш (венг. Bartalis István; 7 сентября 1990, Меркуря-Чук, Румыния) — венгерский и шведский хоккеист, нападающий.

## Карьера
Начинал свою карьеру в системе шведского клуба «Троя-Юнгбю». После нескольких сезонов в во второй по силе лиге страны Аллсвенскане, нападающий переехал в Венгрию, а в 2016 году он заключил контракт с командой Немецкой хоккейной лиги «Швеннингер Уайлд Уингз». Через три года Барталиш на один сезон вернулся в Швецию, после чего он снова оказался в «Фехервар АВ19».
В составе сборной Венгрии неоднократно принимал участие в Чемпионатах мира по хоккею с шайбой в первом и элитном дивизионах. На ЧМ-2016 в Санкт-Петербурге отметился забитой шайбой в ворота Канады, которая стала для венгров единственной в матче (1:7).

## Достижения
- Бронзовый призер Первого дивизиона чемпионата мира по хоккею с шайбой (2): 2012, 2013.

## Семья
Отец Йозеф Барталиш (род. 1961) также был хоккеистом и выступал за румынские и венгерские команды. Младший брат Балаж (род. 1994) на юниорском уровне играл в хоккей в Венгрии и в Швеции. Он перешел на тренерскую работу и ныне является ассистентом наставника в сборной Венгрии.